# Crooked Fingers
Crooked Fingers es una banda de indie rock estadounidense, formada por el cantante y guitarrista Eric Bachmann tras la disolución de Archers of Loaf. Bachmann es el único miembro fijo del grupo.

## Historia
Tras la separación de Archers of Loaf en 1998, Eric Bachmann comenzó a trabajar en un proyecto en solitario que llamó Crooked Fingers. Su debut fue un disco homónimo en el que colabora con Brain Causey, de Man or Astro Man?, y que apareció en la lista de los mejores discos del año 2000 elaborada por Pitchfork.
Después de la publicación de su segundo álbum, Bring on the Snakes, Crooked Fingers firmó con Merge. En ese sello aparecieron sus siguientes trabajos: un EP de versiones de Neil Diamond y Queen llamado Reservoir Songs y dos discos de larga duración, Red Devil Dawn y Dignity and Shame, álbum conceptual inspirado en la vida del torero Manolete.
Forfeit/Fortune fue publicado en 2008 de forma independiente. Se distribuyó exclusivamente en 20 tiendas de discos escogidas personalmente por Eric Bachmann. El disco también podía comprarse en los conciertos de la banda, su página web, iTunes y eMusic.
En 2011 el grupo regresó a Merge Records para editar el que hasta ahora es su último trabajo, Breaks in the Armor.

## Discografía

### Álbumes
- 2000: Crooked Fingers.
- 2001: Bring on the Snakes.
- 2003: Red Devil Dawn.
- 2005: Dignity and Shame.
- 2008: Forfeit/Fortune.
- 2011: Breaks in the Armor.

### EP
- 2002: Reservoir Songs.
- 2008: Daytrotter Session.
- 2010:  Reservoir Songs II.